# Feldkirch (Vorarlberg)
Feldkirch é uma cidade da Áustria capital do distrito de Feldkirch, no estado de Vorarlberg. O ponto mais ocidental da Áustria fica no seu território.

## Demografia
Evolução da população:
| 1869  | 1890  | 1910   | 1934   | 1951   | 1971   | 1991   | 2001   | 2008   | 2010   |
| ----- | ----- | ------ | ------ | ------ | ------ | ------ | ------ | ------ | ------ |
| 6.186 | 8.039 | 11.830 | 12.909 | 15.115 | 21.751 | 26.730 | 28.607 | 30.373 | 31.045 |

Fonte: Statistik Austria